# Olympische Sommerspiele 1932/Leichtathletik – Marathon (Männer)

Das Hotel Alexandria in Los Angeles
auf einer Postkarte

Der Marathonlauf der Männer bei den Olympischen Spielen 1932 in Los Angeles wurde am 7. August 1932 im Los Angeles Memorial Coliseum gestartet. 28 Athleten gingen ins Rennen, 20 kamen ins Ziel.
Olympiasieger wurde der Argentinier Juan Carlos Zabala vor dem Briten Sam Ferris. Der Finne Armas Toivonen gewann die Bronzemedaille.

## Rekorde/Bestleistungen

### Bestehende Rekorde/Bestleistungen
Offizielle Rekorde wurden damals in dieser Disziplin außer bei Meisterschaften und Olympischen Spielen aufgrund der unterschiedlichen Streckenbeschaffenheiten nicht geführt.
| Weltbestzeit       | 2:29:01,8 h | Albert Michelsen ( USA)        | Port Chester, USA     | 12. Oktober 1925 |
| Olympischer Rekord | 2:32:35,8 h | Hannes Kolehmainen ( Finnland) | OS Antwerpen, Belgien | 22. August 1920  |

### Rekordverbesserung
Der argentinische Olympiasieger Juan Carlos Zabala verbesserte den bestehenden olympischen Rekord im Rennen am 7. August um 59,8 Sekunden auf 2:31:36 h.

## Streckenführung
Nach zwei dreiviertel Stadionrunden führte die Strecke aus dem Stadion heraus nach links in die Bill Robertson Lane (damals noch Menlo Avenue). Dann ging es rechts ab auf den Martin Luther King Jr. Boulevard (vormals Santa Barbara Boulevard). Die weitere Routenführung sah folgendermaßen aus: links in die Normandie Avenue, rechts in die Florence Avenue, dann wieder links in die Western Avenue, anschließend links in die Manchester Avenue, danach rechts für ca. fünf Kilometer in die Vermont Avenue. Nun bog der Weg nach rechts ab in den El Segundo Boulevard und folgte diesem weitere 6,5 km. Weiter ging es wieder nach rechts in die Inglewood Avenue ab, dann nach rechts in die Arbor Vitae Street. Kurz nach der 30-km-Marke führte die Route nach links in die Prairie Avenue. Vorbei am Inglewood Park Cemetery bog sie anschließend nach rechts in die Florence Avenue ab. Über den Redondo Boulevard wurde die Bahnlinie überquert, danach ging es links ab in den West Boulevard und bei Kilometer 35 rechts in die Slauson Avenue. Über die Normandie Avenue, den Santa Barbara Boulevard und die Menlo Avenue führte die Strecke wieder zurück ins Stadion. Die Ziellinie folgte nach einer letzten dreiviertel Stadionrunde.

## Läufer aus Korea
Schon hier in Los Angeles nahm mit Kim Un-bae ein Wettbewerber aus Korea am Rennen teil, der zwangsweise unter einem anderen Namen – Kin Onbai – für das Land Japan zu starten hatte. Hintergrund war die damalige Macht- und Expansionspolitik des japanischen Kaiserreichs, die dazu führte, dass unter anderem Korea zu einer japanischen Kolonie gemacht wurde. Die koreanische Bevölkerung hatte sehr zu leiden unter diesem von 1910 bis zum Ende des Zweiten Weltkriegs andauernden Status. Vier Jahre später bei den Olympischen Spielen waren sogar zwei koreanische Marathonläufer betroffen. Sohn Kee-chung – am Start als Son Kitei – und Nam Sung-yong – am Start als Nan Shōryū – gewannen 1936 in Berlin Gold und Bronze.

## Das Rennen
Datum: 7. August 1932
| Platz | Name                       | Nation             | Zeit      | Anmerkung |
| ----- | -------------------------- | ------------------ | --------- | --------- |
| 1     | Juan Carlos Zabala         | Argentinien        | 2:31:36 h | OR        |
| 2     | Sam Ferris                 | Großbritannien     | 2:31:55 h |           |
| 3     | Armas Toivonen             | Finnland           | 2:32:12 h |           |
| 4     | Dunky Wright               | Großbritannien     | 2:32:41 h |           |
| 5     | Tsuda Seiichirō            | Japan              | 2:35:42 h |           |
| 6     | Kim Un-bae                 | Japan              | 2:37:28 h |           |
| 7     | Albert Michelsen           | USA                | 2:39:38 h |           |
| 8     | Oskar Hekš                 | Tschechoslowakei   | 2:41:35 h |           |
| 9     | Taika Gon                  | Japan              | 2:42:52 h |           |
| 10    | Anders Hartington Andersen | Dänemark           | 2:44:38 h |           |
| 11    | Hans Oldag                 | USA                | 2:47:26 h |           |
| 12    | Clifford Bricker           | Kanada             | 2:47:58 h |           |
| 13    | Michele Fanelli            | Königreich Italien | 2:49:09 h |           |
| 14    | Johnny Miles               | Kanada             | 2:50:32 h |           |
| 15    | Paul de Bruyn              | Deutsches Reich    | 2:52:39 h |           |
| 16    | François Bégeot            | Frankreich         | 2:53:34 h |           |
| 17    | Fernando Cicarelli         | Argentinien        | 2:55:49 h |           |
| 18    | Edward Cudworth            | Kanada             | 2:58:35 h |           |
| 19    | João Clemente da Silva     | Brasilien          | 3:02:06 h |           |
| 20    | Margarito Pomposo          | Mexiko             | 3:10:51 h |           |
| DNF   | James Henigan              | USA                |           |           |
| DNF   | Santiago Hernández         | Mexiko             |           |           |
| DNF   | Ville Kyrönen              | Finnland           |           |           |
| DNF   | Matheus Marcondes          | Brasilien          |           |           |
| DNF   | Jorge Perry                | Kolumbien          |           |           |
| DNF   | José Ribas                 | Argentinien        |           |           |
| DNF   | Francesco Roccati          | Königreich Italien |           |           |
| DNF   | Lauri Virtanen             | Finnland           |           |           |

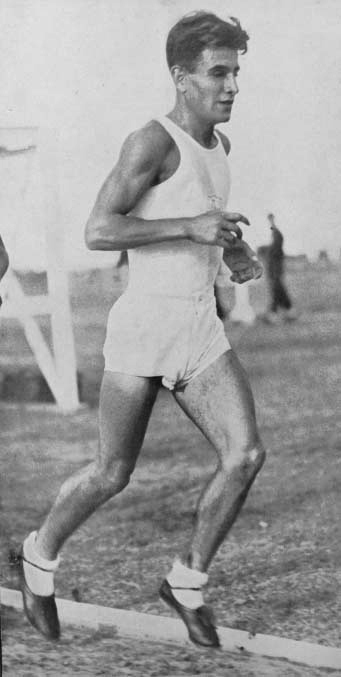
Juan Carlos Zabala gewann die Goldmedaille

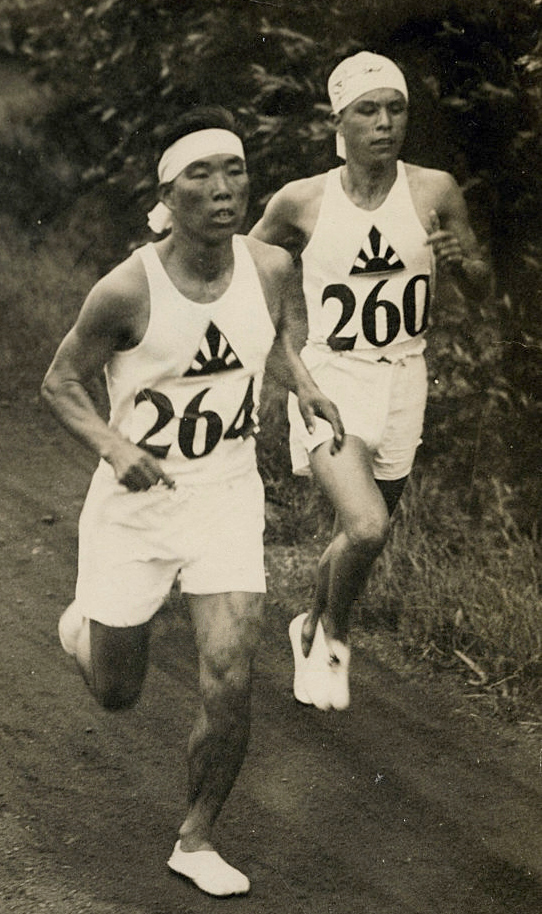
Tsuda Seiichirō (rechts) – Rang fünf

Schon 1931 hatte der damals 19-jährige Argentinier Juan Carlos Zabala mit einer Zeit von 2:33:19 h bei seinem ersten Marathonlauf aufhorchen lassen. Als Topfavorit wurde allerdings der Brite Sam Ferris angesehen, der die Erfahrung zweier Olympiateilnahmen und darüber hinaus sehr erfolgreiche Auftritte in den letzten Jahren aufzuweisen hatte.
Das Rennen wurde um 15:38 Uhr gestartet. Zabala übernahm sofort die Führung und lief auch als Erster aus dem Stadion. Gleich hinter ihm hatten sich der Italiener Michele Fanelli, der Mexikaner Margarito Pomposo, der Deutsche Paul de Bruyn und der Kanadier Clifford Bricker positioniert. An der zweiten Kontrollstation bei rund 7,2 km führte Zabala vor Pomposo, danach kamen Bricker, José Ribas aus Argentinien, der US-amerikanische Inhaber der Weltbestzeit Albert Michelsen, die Japaner Seiichiro Tsuda, Taika Gon und Onbai Kin sowie der Däne Anders Andersen. Bei Kilometer zwölf übernahm der Pomposo die Führung, doch schon bei der dritten Kontrollstation bei Kilometer 15,3 hatte Zabala sich wieder an die Spitze gesetzt. Auch Bricker, Gon, Ribas und Michelsen konnten an dem Mexikaner vorbeiziehen.
Zur Halbzeit an der vierten Kontrollstation lag Zabala immer noch in Führung. Hinter ihm war der Finne Lauri Virtanen, Bronzemedaillengewinner über 5000 und 10.000 Meter auf den zweiten Platz vorgerückt, dahinter hatte dessen Landsmann Armas Toivonen nun Platz drei inne. Dreißig Sekunden hinter Toivonen zurück lag der Japaner Tsuda, dann folgten Bricker, Michelsen und der US-Amerikaner Hans Oldag. Nach ca. 25 km zog Virtanen an dem Argentinier vorbei. Hinter der Kontrollstation fünf mussten die Läufer einen fünf Kilometer langen Anstieg bewältigen. Virtanen hatte sich ein Glas Milch genehmigt. Der Finne, ohne Erfahrung auf der Marathonstrecke, musste nach 37,5 km aufgeben.
Mittlerweile war der Brite Dunky Wright auf den zweiten Platz vorgelaufen. Toivonen, Sam Ferris, ein weiterer Brite, und Tsuda folgten. Ferris und Toivonen forcierten nun und überholten Wright. Zabala kehrte als Erster ins Stadion zurück. Erschöpft konnte er den ersten Olympiasieg eines Argentiniers in der Leichtathletik perfekt machen. Als er die Ziellinie überquerte, hatten schon weitere drei Läufer das Stadion erreicht. Neunzehn Sekunden hinter Zabala belegte Ferris Platz zwei, weitere siebzehn Sekunden später lief Toivonen vor dem Briten Wright und dem Japaner Tsuda zur Bronzemedaille.

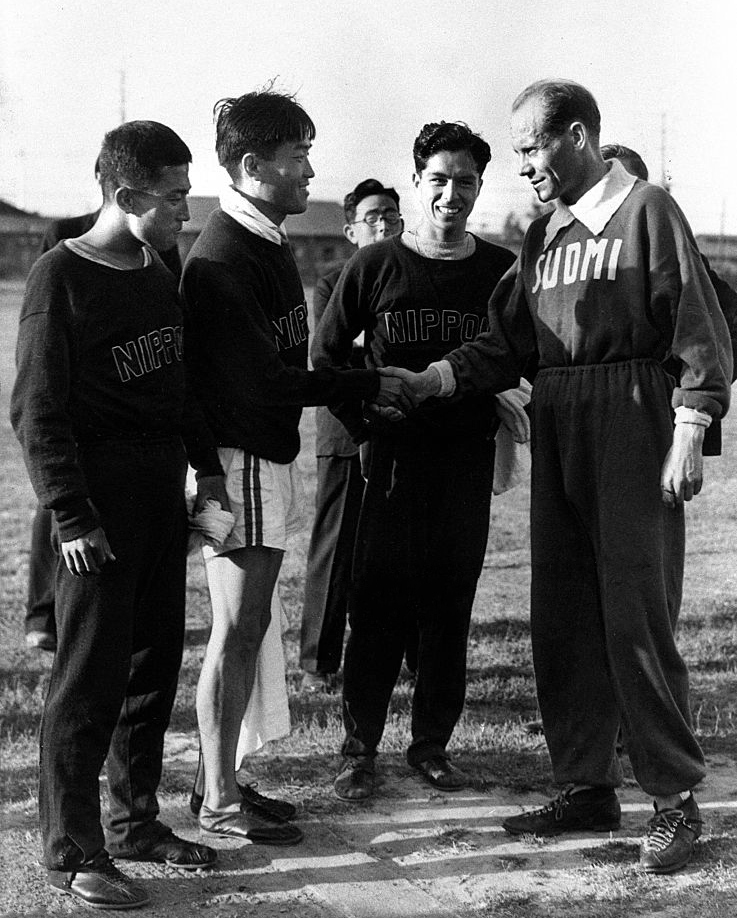
Kim Un-bae (links) – hier unter dem Namen Kin Onbai für Japan am Start – Rang sechs Taika Gon (Zweiter von links) – Rang neun
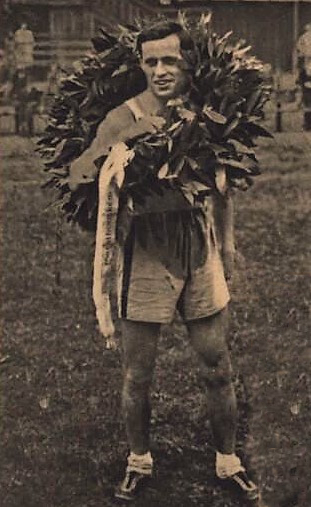
Oskar Hekš kam auf den achten Platz
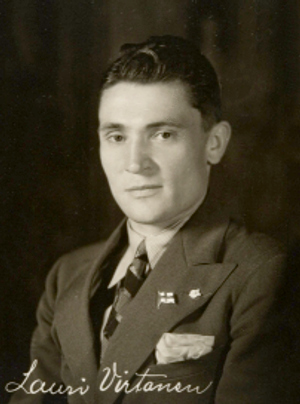
Der Bronzemedaillengewinner über 5000 und 10.000 Meter Lauri Virtanen gab das Rennen vorzeitig auf

## Videolinks
- Los Angeles 1932 Olympic Marathon, Marathon Week, youtube.com, abgerufen am 4. Juli 2021
- LOS ANGELES X OLYMPIC GAMES 1932 TRACK & FIELD SILENT NEWSREEL 86554b MD, Bereich: 18:39 min bis 20:53 min, youtube.com, abgerufen am 4. Juli 2021
- LOS ANGELES X OLYMPIC GAMES 1932 TRACK & FIELD SILENT NEWSREEL MD86554b, Bereich: 9:48 min bis 11:09 min, youtube.com, abgerufen am 4. Juli 2021